# Гаучо (фильм, 1927)

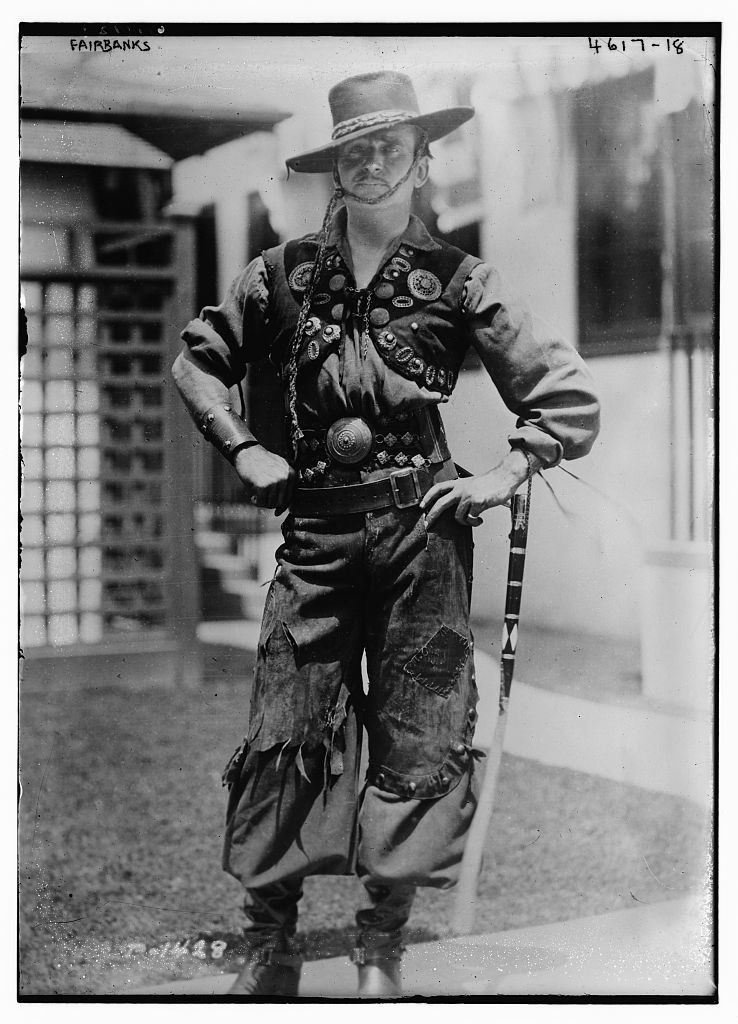
Дуглас Фербенкс в фильме Гаучо (1927)

Гаучо (официальное полное название Douglas Fairbanks as The Gaucho) — немой фильм Ф. Ричарда Джонса 1927 года с Дугласом Фербенксом и Лупе Велез в главных ролях, снятый в Аргентине.

## Сюжет
Девушка чудом спасается после падения со скалы в аргентинских Андах и получает дар исцеления. На этом месте был построен храм, вокруг которого начал расти город, богатый золотом от благодарных прихожан. Руис, злой и садистский генерал, захватывает город, конфискует золото и закрывает святыню. Но Гаучо, харизматичный лидер группы преступников, приходит на помощь.

## В ролях
- Дуглас Фербенкс — Гаучо
- Лупе Велез — девушка с гор
- Джоан Барклай — Девушка из храма (молодая)
- Ив Саузерн[англ.] — Девушка из храма
- Густав фон Сейффертиц — Руис, узурпатор
- Чарльз Стивенс[англ.] — старший лейтенант Гаучо
- Найджел Де Брулир — Священник
- Альберт МакКуорри[англ.] — Жертва Чёрной Кары
- Мэри Пикфорд — Дева Мария (камео)

## Отзывы
Биограф Фербенкса Джеффри Вэнс считает фильм «почти шедевром» и «аномалией среди его [Фербенкса] работ». Вэнс считает фильм «смелым ходом», попыткой неожиданных оттенков, постановок и характеров. В нём заметно отсутствует дух подросткового мальчишеского приключения — вездесущая черта его предыдущих фильмов. Он был заменен духовным усердием и элементами кипящей сексуальности, которых никогда ранее не видели ни в одной из его постановок.